# Du Cane Court

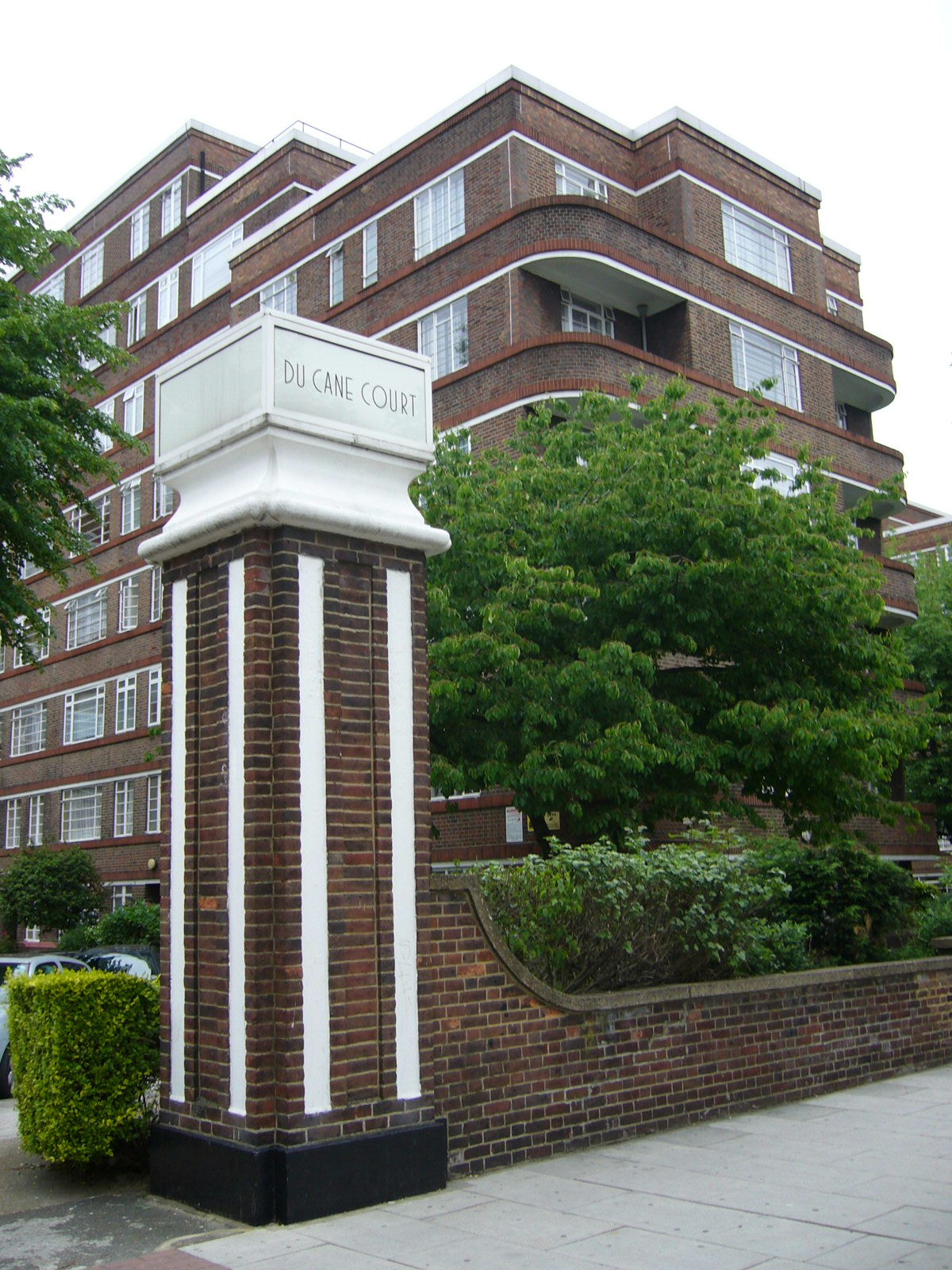
O Du Cane Court

Du Cane Court é um bloco de apartamentos no estilo Art déco em Balham High Road, Balham, sul de Londres. É um distintivo de marco local, inaugurado em 1937 com 676 apartamentos, é o maior bloco de propriedade privada de apartamentos sob o mesmo teto na Europa.
O lugar foi popular onde muitas estrelas da música viveram entre 1930 e 1940, impulsionando assim, um clube social no andar de cima, antes da área ser convertida em apartamentos.